# Encapsulage (amiante)
Pour les articles homonymes, voir Encapsulage.
L'encapsulage (ou « fixation par revêtement, par imprégnation ou par encoffrement », parfois également « encapsulation ») est une méthode de traitement du risque amiante employée lorsque le produit amianté ne peut pas être retiré sans créer de forts risques de contaminations pour les opérateurs.
Elle consiste à projeter ou à revêtir les surfaces à l'air libre du produit amianté ou contaminé par l'amiante, susceptible d'émettre des fibres dans l'air. On emploie pour ce faire des produits surfactants.
En France, les textes réglementaires de 2012 réformant la prise en compte du risque amiante dans le contexte de la démolition et de la construction limitent fortement le recours à l'encapsulage, en supprimant la distinction entre amiante friable et amiante non friable.